# Bliss (Familienname)
Bliss ist ein englischer Familienname.

## Namensträger
- Aaron T. Bliss (1837–1906), US-amerikanischer Politiker
- Albert A. Bliss (1812–1893), US-amerikanischer Jurist, Zeitungsherausgeber und Politiker
- Alexa Bliss (* 1991), US-amerikanische Wrestlerin
- Amos Atkinson Bliss, politische Persönlichkeit in New Brunswick, Kanada
- Archibald Meserole Bliss (1838–1923), US-amerikanischer Politiker
- Arthur Bliss (1891–1975), englischer Komponist
- Boti Bliss (* 1975), US-amerikanische Schauspielerin
- Brian Bliss (* 1965), US-amerikanischer Fußballspieler
- Calvin C. Bliss (1823–1891), US-amerikanischer Politiker
- Caroline Bliss (* 1961), britische Schauspielerin
- Charles K. Bliss (1897–1985), ukrainisch-australischer Entwickler der Bliss-Symbole
- Cornelius Newton Bliss (1833–1911), US-amerikanischer Politiker
- Edwin Munsell Bliss (1848–1919), US-amerikanischer Missionar
- Edith Bliss (1959–2012), australische Sängerin und Moderatorin
- Eleanor Albert Bliss (1899–1987), US-amerikanische Bakteriologin und Hochschullehrerin
- Evelyn Bliss (* 2005), US-amerikanische Speerwerferin
- Frank Bliss (* 1956), deutscher Ethnologe und Islamwissenschaftler
- Frederick J. Bliss (1859–1937), US-amerikanischer Archäologe
- George Bliss (1813–1868), US-amerikanischer Politiker
- Gilbert Ames Bliss (1876–1951), US-amerikanischer Mathematiker
- Henry Bliss (1830–1899), erstes Opfer eines Autounfalls in den Vereinigten Staaten
- John Bliss (1930–2008), US-amerikanischer Schauspieler
- Karen Bliss (* 1963), US-amerikanische Radrennfahrerin
- Lela Bliss (1896–1980), US-amerikanische Schauspielerin
- Lillie P. Bliss (1864–1931), US-amerikanische Kunstsammlerin und Mitbegründerin des Museum of Modern Art
- Lucille Bliss (1916–2012), US-amerikanische Schauspielerin und Synchronsprecherin
- Marilyn Bliss (* 1954), US-amerikanische Komponistin
- Melvin Bliss (1945–2010), US-amerikanischer Sänger
- Michael Bliss (1941–2017), kanadischer Historiker
- Mildred Barnes Bliss (1879–1969), US-amerikanische Kunstsammlerin und Stifterin
- Nathaniel Bliss (1700–1764), englischer Astronom
- Panti Bliss (* 1968), irische Dragqueen und LGBT-Aktivistin
- Philemon Bliss (1813–1889), US-amerikanischer Jurist und Politiker
- Philip Bliss (Bibliothekar) (1787–1857), britischer Antiquar und Bibliophiler
- Philip P. Bliss (1838–1876), US-amerikanischer Komponist und Gospeldichter
- Pierre Sanoussi-Bliss (* 1962), deutscher Schauspieler, Regisseur und Drehbuchautor
- Raymond W. Bliss (1888–1965), US-amerikanischer Offizier, Surgeon General of the Army
- Robert Woods Bliss (1875–1962), US-amerikanischer Diplomat, Kunstsammler und Stifter
- Tasker H. Bliss (1853–1930), Generalstabschef der Armee der Vereinigten Staaten
- Till Kaposty-Bliss (* 1970), deutscher Grafiker und Verleger
- Trinity Bliss (* 2009), US-amerikanischen Kinderdarstellerin und Sängerin
- William D. P. Bliss (1856–1926), US-amerikanischer Sozialreformer
- William Wallace Smith Bliss (1815–1853), US-amerikanischer Offizier der US Army
- Zenas Work Bliss (1867–1957), US-amerikanischer Politiker